# Robat-e Morad
Robat-e Morad (în persană رباطمراد, romanizat și ca Robāț-e Morād; cunoscut și sub numele de Robāt Murad, Shahkoobeh, Shahkūbeh, Shahkūyeh și Shāku) este un sat din districtul rural Galehzan, în districtul central al județului Khomeyn, provincia Markazi, Iran. La recensământul din 2006, populația sa era de 1.738 de locuitori, în 555 de familii. 